# Beleš
Beleš (cyr. Белеш) – wieś w Serbii, w okręgu pirockim, w gminie Dimitrovgrad. W 2011 roku liczyła 773 mieszkańców.